# NGC 4650
NGC 4650 è una galassia a spirale barrata della costellazione del Centauro, scoperta la notte del 26 giugno 1834 da John Herschel, durante le sue ricerche dal Capo di Buona Speranza.
Si trova a circa 46,4 Mpc dalla Via Lattea, all'interno dell'ammasso del Centauro (Abell 3526).